# Hermenegildo I
Hermenegildo I fue el cuarto obispo de Oviedo. Algunos historiadores suponen y otros afirman que  durante el pontificado de  Hermenegildo I  se celebró en Oviedo un concilio nacional para erigir esta sede ovetense en metropolitana  e insertan en confirmación de este hecho dos cartas del sumo pontífice Juan VIII, dirigidas una al rey Alfonso III el Magno y otra a los padres del Concilio. Nunca, durante las prolongadas ausencias del rey, perdió la ciudad el título y las prerrogativas de Corte, como se prueba con fechas y referencias de regios documentos.
Algunos historiadores dudaron, como lo hicieron en el reinado del Casto, que se llevase a cabo la asamblea o concilio de Oviedo en tiempos de Alfonso III, pero ya puede referirse con más exactitud que no solamente tuvo lugar el citado Concilio, sino que, además, se celebró el año 886, según testimonios fehacientes, examinados por el Padre Risco. Allí se congregaron los prelados fugitivos de sus diócesis y tomaron los acuerdos que, entre otros cronistas provinciales, han sido publicados y traducidos por el Padre Carballo. 
Además de los príncipes de la Iglesia, concurrieron los nobles (potestades) y el pueblo, que asentía (plácet ómnibus), pues se  trataban no solo asuntos espirituales, sino también temporales. A la generosa hospitalidad que dieron el Rey, los nobles y el pueblo ovetense a los diecisiete obispos, a quienes la guerra contra los árabes obligó a separarse de sus diócesis, debe Oviedo un dictado ilustre con que viene siendo conocido en la historia: «Ciudad de los Obispos».
Hizo traer de Córdoba, de acuerdo con el emir Muhammad, los cuerpos de San Eulogio y de Santa Lucrecia, mártires, que colocó en la capilla de Santa Leocadia de Oviedo. Fue Dulcidio, un político que actuaba como embajador de Alfonso III ante el emir Abdallah, quien se encargó del traslado. Dulcidio está enterrado debajo del altar en la misma cripta de Santa Leocadia.
Durante el pontificado de Hermenegildo, Alfonso III fundó la abadía de Santo Adriano de Tuñón para religiosos benedictinos, que está dedicada a los santos Adriano (oficial romano) y su esposa Natalia y fue consagrada en el año 891 por el obispo Hermenegildo asistido por los obispos de Iria, Coímbra y Astorga. Santo Adriano es actualmente un pequeño concejo asturiano cuya capital es Villanueva y se encuentra a unos 20 km de Oviedo. Este rey también mandó construir el palacio y Santuario de Nuestra Señora de Contrueces en Gijón.
| Predecesor: Serrano I | Obispo de Oviedo 868 - 891 | Sucesor: Gomelo II |